# Diospyros bipindensis
Diospyros bipindensis är en tvåhjärtbladig växtart som beskrevs av Robert Louis August Maximilian Gürke. 
Diospyros bipindensis ingår i släktet Diospyros och familjen Ebenaceae. Inga underarter finns listade i Catalogue of Life.